# Битюг (река)
Битю́г — река в Тамбовской, Липецкой и Воронежской областях России, левый приток Дона.
Длина — 379 км, площадь бассейна — 8840 км². Протекает по Окско-Донской равнине. Долина местами заболочена. Правый берег высокий, покрыт лиственными лесами, а левый — низкий, распаханная степь. Питание реки снеговое. Среднегодовой расход воды — 18,2 м³/с. Ледостав с середины декабря по конец марта.
На Битюге и его притоках расположены города и посёлки городского типа Новопокровка, Мордово, Эртиль, Анна, Бобров.

## Этимология
Название реки имеет тюркское происхождение. Смолицка предполагала происхождение либо от слова означающего «верблюд», либо от слова означающего «рослый, крепкий».

## Туризм
Река знаменита среди воронежских любителей рыбалки и водного туризма своими красотами и обилием рыбы. Дубовые леса, тростниковые заросли, редкие на этой широте сосновые боры, песчаные пляжи, широкие плёсы и заводи, быстрые, узкие протоки — всё это заметно при плавании по Битюгу. В его водах водятся краснопёрка, плотва, ёрш, голавль, щука, язь, лещ, окунь, карась, линь, налим. Редко встречается сом, судак.
Отдельные участки реки являются гидрологическими и ландшафтными памятниками. В Липецкой области в 1998 году участок в районе села Талицкий Чамлык Добринского района объявлен ландшафтным памятником «Верховья реки Битюг». В Воронежской области гидрологическими памятниками являются: участок от села Старый Эртиль до села Щучье. Его длина — 7 км. В начале участка в Битюг впадает река Матреночка, в конце его — река Эртиль. Русло реки на этом участке извилистое, широкие плёсы чередуются с узкими перекатами. Второй участок, объявленный памятником, — вниз от посёлка Анна, слева — река Курлак. Долина реки имеет ширину 3 км. Её склоны покрыты дубравой.

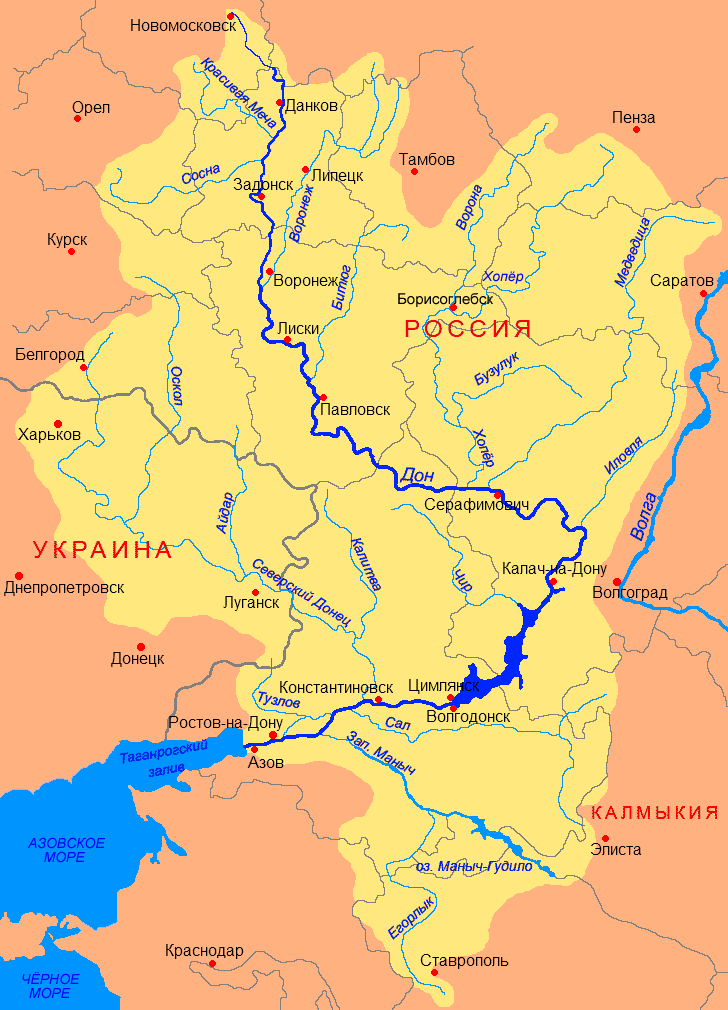
Бассейн Дона

## Притоки
Левые притоки Битюга:
- Курлак
- Тишанка
- Чигла
- Эртиль
- Мечеть
- Мордовка
- Рыбий Яр
- Малая Березовка
- руч. Крутой
- Кисляй

Правые притоки Битюга:
- Пласкуша
- Малейка
- Плота
- Чамлык
- Тойда
- Анна
- Мосоловка

## Экология

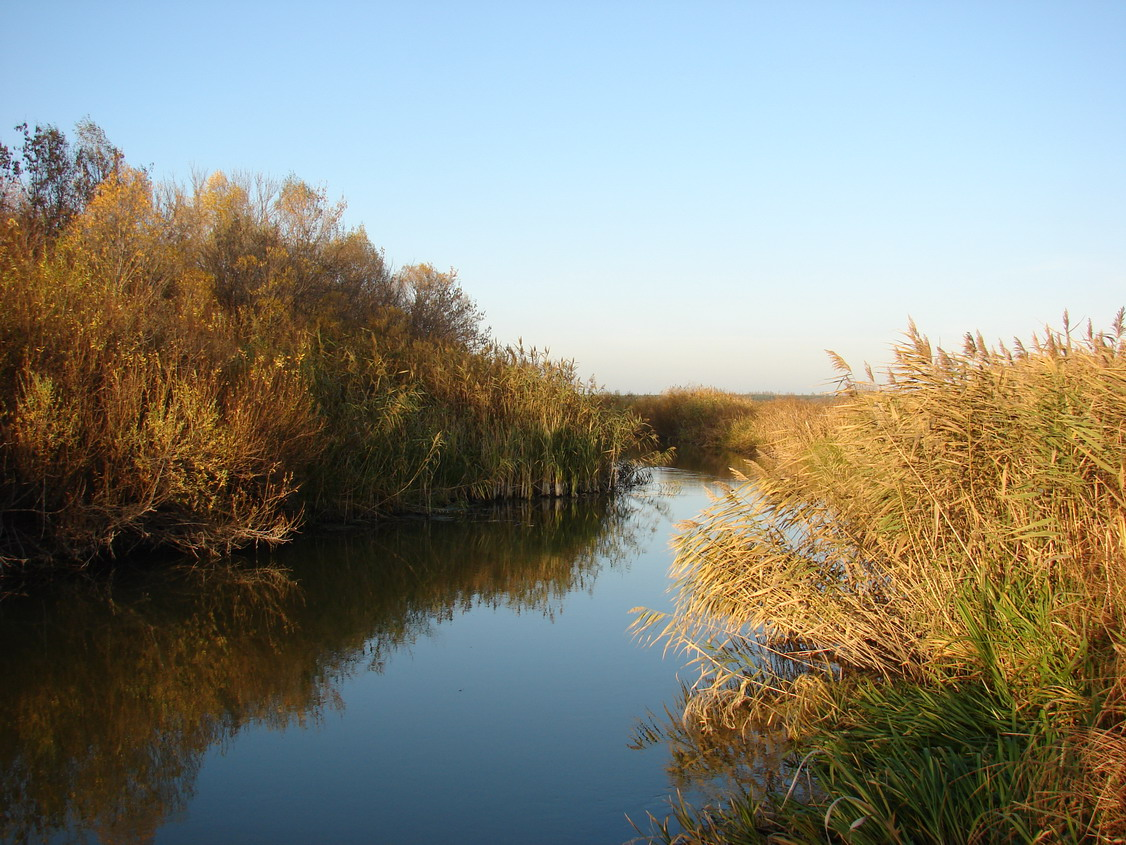
Битюг осенью

В бассейне Битюга много старых сахарных заводов. С начала сезонов сахароварения здесь часто бывали аварийные сбросы сточных загрязняющих веществ. Особенно в этом отношении отличаются Новопокровский Мордовского района Тамбовской области, Эртильский и Нижнекисляйский сахарные заводы Воронежской области. В результате загрязнения снижается содержание в воде растворенного кислорода, гибнет рыба, исчезают раки — индикаторы чистой воды. В настоящее время, после закрытия сахарных заводов в конце 80-х г, в частности Новопокровского (не функционирует уже более 20 лет) годов данная проблема стала малоактуальной. При этом уменьшение по причине возведения запруд в верхней части приводит к заболачиванию и обмелению реки в верхней части течения.

## История

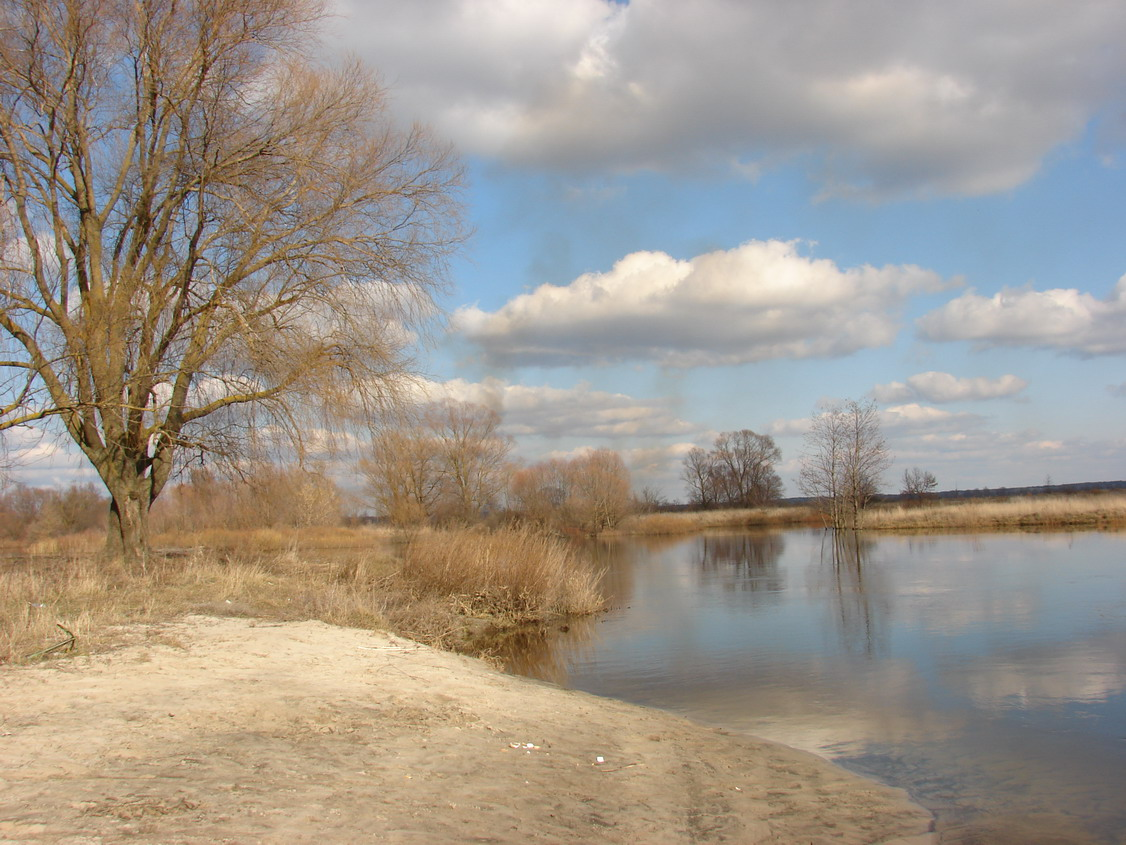
Битюг весной

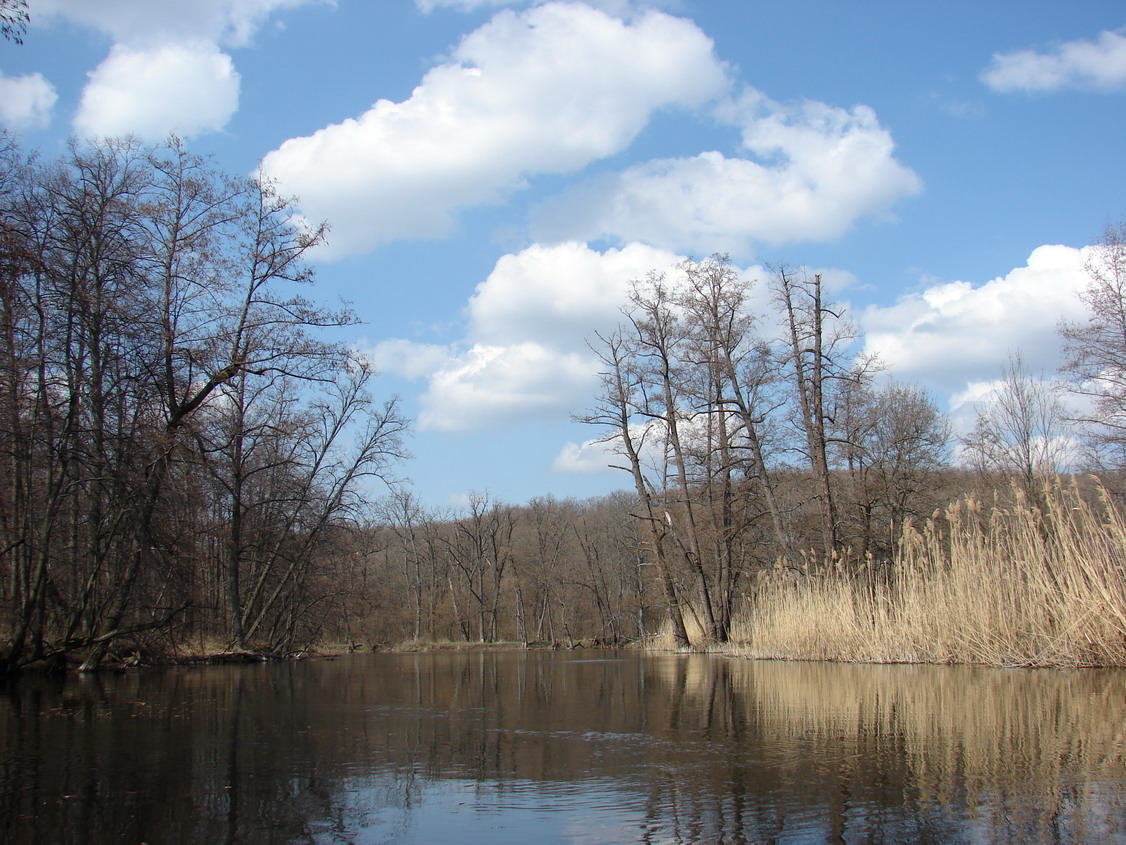
Битюг осенью

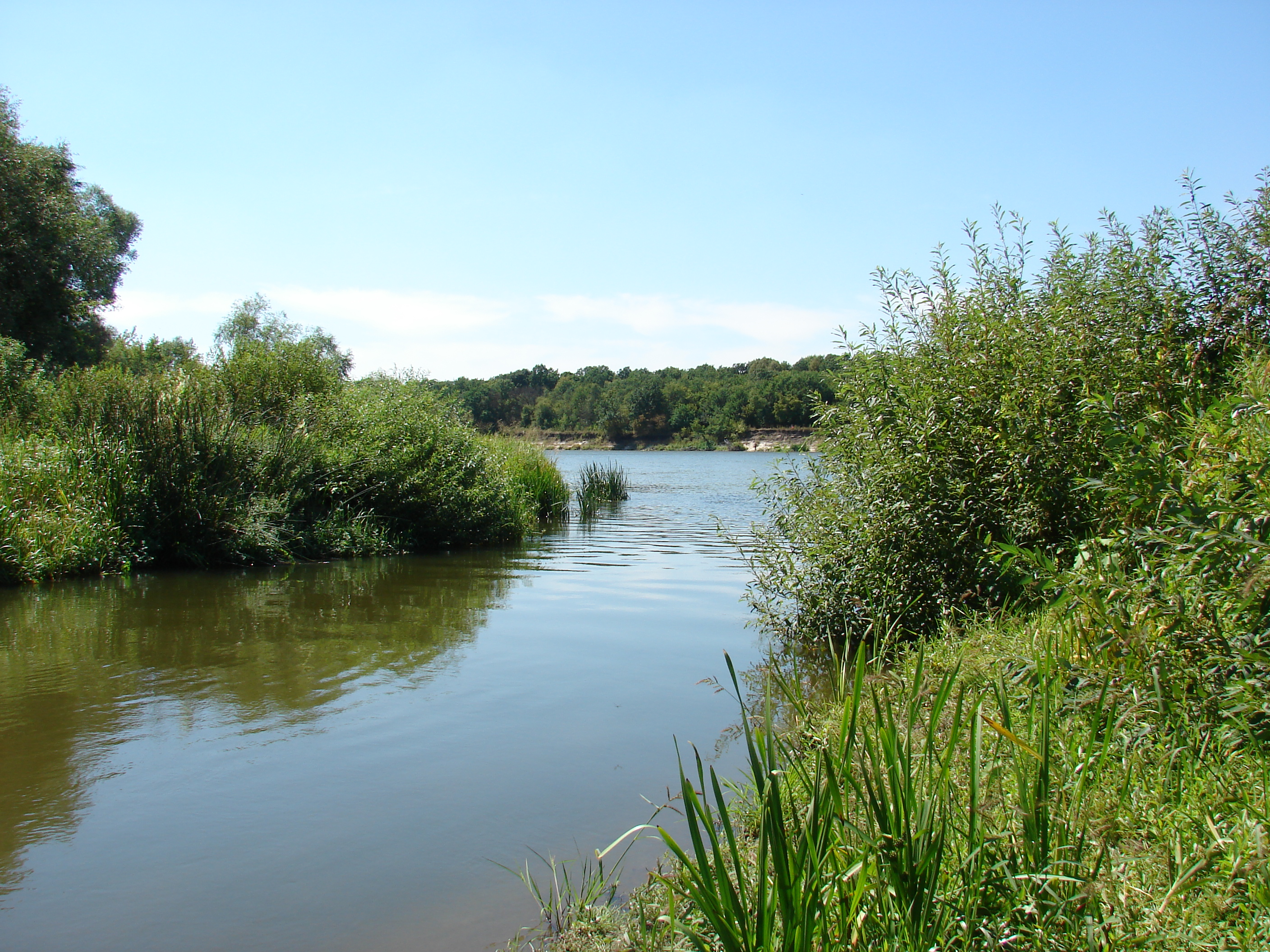
Устье реки Битюг

В 1450 году на берегах реки Битюг произошло сражение, в котором войско московского великого князя Василия II разгромило татар, пришедших из орды Сеид-Ахмета.

### Заселение реки
Заселение реки началось с 1613 года, когда правительство молодого царя Михаила Фёдоровича Романова старалось разными способами пополнить государственную казну, разорённую в «смутное» время.
Один из способов заключался в сдаче «на откуп» от имени государства обширных незаселённых территорий на юге страны. Отдельные участки в виде «ухотьев» или «ухожаев» (употреблялось и тюркское слово «юрт») сдавались в аренду на год или на несколько лет для рыбной ловли, охоты на пушных зверей, сбора мёда диких пчёл. Во время составления «Дозорной книги 1615 года» территория ухотьев превышала заселённую часть Воронежского уезда в 8 раз. Арендаторы не устраивали постоянных поселений в своих ухотьях из-за опасности нападения крымских татар или ногайских. Они бывали там наездами — обычно. «Дозорная книга» называет 17 больших воронежских ухотьев. Одним из них был Битюцкий с малыми притоками. В 1615 году его арендовали беломестный атаман Кирей Леонтьевич Подзоровка и сын боярский Иван Андреевич Немой. За ухотей они платили в казну 30 рублей в год.
С 1623 года Битюцкий ухотей был в «откупе» у крепостного крестьянина Григория Побежимова (владельцем крестьянина являлся известный боярин Иван Никитич Романов — родной дядя царя Михаила Федоровича). В 1641 году реку Битюг арендовал «Воронежа города иноземец» Савелий Хомицкий, в 1646 — «пушкарь, торговый человек» Клим Морковкин. Арендная плата за Битюг быстро росла. Пушкарь Морковкин платил уже 161 рубль в год. После строительства Белгородской черты арендатором богатых земель выступил Козловский Троицкий мужской монастырь.
В 1683 году монах Гавриил Панов составил и представил в Москву интереснейшую географическую карту этих земель.
В 1685 году битюцкие земли описала военно-топографическая экспедиция под руководством дворянина Ивана Жолобова. Документ даёт основание сделать ясный и однозначный вывод: ни одного постоянного поселения на Битюге тогда ещё не было. Коренным образом военно-политическая ситуация в крае изменилась в результате Азовских походов Петра I и особенно летом 1696 года, после взятия у турок Азова и прочного выдвижения русских войск в Приазовье. Опасность появления грабительских татарских отрядов у Битюга уменьшилась, и смелые русские люди устремились на плодородные земли.
1 марта 1697 года Битюг был отдан Острогожскому полковнику Петру Буларту за 202 рубля в год. При этом полковник получил разрешение поселить «беспошлинных черкас» (украинцев) и казаков. По призыву Буларта к Битюгу пришло 800 семей черкас из-под Полтавы и других земель левобережной Украины. Весной 1698 года к реке устремились новые группы переселенцев. Начальник Разрядного приказа, один из ближайших соратников Петра I боярин Тихон Никитич Стрешнёв летом того же года пришёл разобраться с положением дел на Битюге. Воеводе города Старый Оскол стольнику Ивану Тевяшову было дано задание от имени Петра: поехать на Битюг, переписать там новых жителей и «доправить» на них деньги, которые казна рассчитывала получить. Тевяшов начал описание с низовьев реки и описал 14 новых поселений.
1 сентября 1698 года Тевяшов послал донесение в Москву из Битюцкой слободы: «Вверх по реке по обе стороны… живут поселением слободами и деревнями русские и черкасы многие люди. Новые жители владеют различными угодьями — и пашню пашут, и сено косят, и хоромный и дровяной лес рубят, и мельницы и займища занимают…» Упоминал он и селения в Чамлыкском, Вязковском юртах, которые пока не имели самостоятельных названий…
23 апреля 1699 года в Воронеже Пётр I подписал именной указ, по которому русских людей и черкас, поселившихся у реки Битюг, надлежало сослать на прежние места их проживания, «а строенья все пожечь и впредь им селиться на Битюге не разрешать». Проект царского указа был подготовлен дьяконом Никитой Поярковым. На Битюг послали карательный отряд, который действовал осенью 1699 года в соответствии с царским указом. В архивах сохранилась запись от 16 декабря: «Те битюцкие жители с тех угодий сосланы, и дворовое строенье пожжено» Тут же указано: сожжено 1515 дворов.

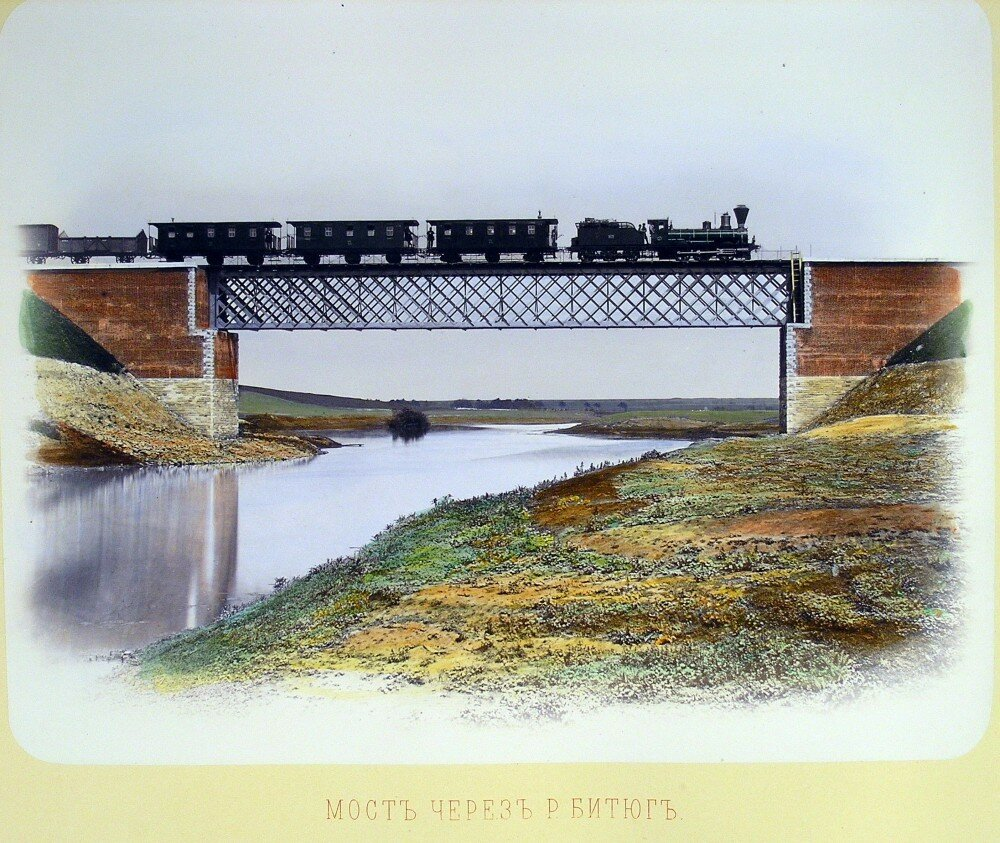
Мост через реку Битюг, Грязе-Царицынская железная дорога, 1869 год

В ноябре 1699 года Петр I издал новый указ. По нему на Битюг надлежало переселить дворцовых крестьян центральных и северных уездов России (сначала — из Пошехонского, затем — из Ярославского, Костромского, Ростовского и других) началось в 1701 году. Оно привело к гибели тысяч мужчин, женщин, детей, не выдержавших трудностей далёкого пути, не приспособленных к совершенно новым для них климатическим и природным условиям.